# Muriaglio
Muriaglio  è una frazione del comune di Castellamonte, situata a 543 m s.l.m.. Prima di essere aggregato a Castellamonte fu un comune autonomo del Canavese.

## Geografia fisica
Il paese è collocato in una zona collinare nella valletta del Malesina, e il suo territorio è caratterizzato da rilievi boscosi con ampi castagneti.

## Storia
Muriaglio fu infeudato a varie famiglie nobiliari della zona tra le quali alcuni rami dei San Martino e i Rolandi-Marchetti.  Nel XVI secolo vi si trovava un ricetto, oggi scomparso. Muriaglio fino al 1760 formò una parrocchia unica con Campo Canavese, ma nel 1760 ottenne l'autonomia pastorale, anche a causa dei vari litigi tra i residenti dei due comuni. In passato, quando predominava l'attività agricolo-pastorale, ed in particolare la produzione di meliga, patate, uva, noci, fieno e castagne, il suo territorio soffriva di mancanza di acqua da destinare all'irrigazione. Tra le attività artigianali era di una certa rilevanza la produzione casalinga, svolta dalle donne, di tele ed anche drappi di lana. Nella prima metà del Ottocento contava quasi 800 abitanti.
Il comune venne aggregato a Castellamonte il 7 marzo 1929 con il Regio decreto n. 443 (pubblicato sulla Gazzetta Ufficiale n. 91 del 18 aprile 1929), assieme con i vicini comuni di Campo e di Baldissero e ad alcune frazioni di altri comuni. A differenza degli altri due comuni, che sono tutt'ora frazioni di Castellamonte, Baldissero recuperò la propria autonomia nel dopoguerra, in data 10 gennaio 1947.

## Edifici di interesse
- Parrocchiale dei santi Pietro e Paolo, con colonnato che riprende lo stile ionico.[3]